# Yttre Steköns naturreservat
Yttre Stekön är en ö och ett naturreservat i Ronneby kommun i Blekinge län.
Området är naturskyddat sedan 1915 och omfattar 15 hektar. Idegransbeståndet på ön förklarades redan 1915 som fridlyst naturminnesmärke. Detta förordnande gällde en mindre del av ön. 1964 togs ett nytt beslut som gällde hela ön, tomtmark undantag. Yttre Stekön är beläget i skärgården söder om Ronneby.

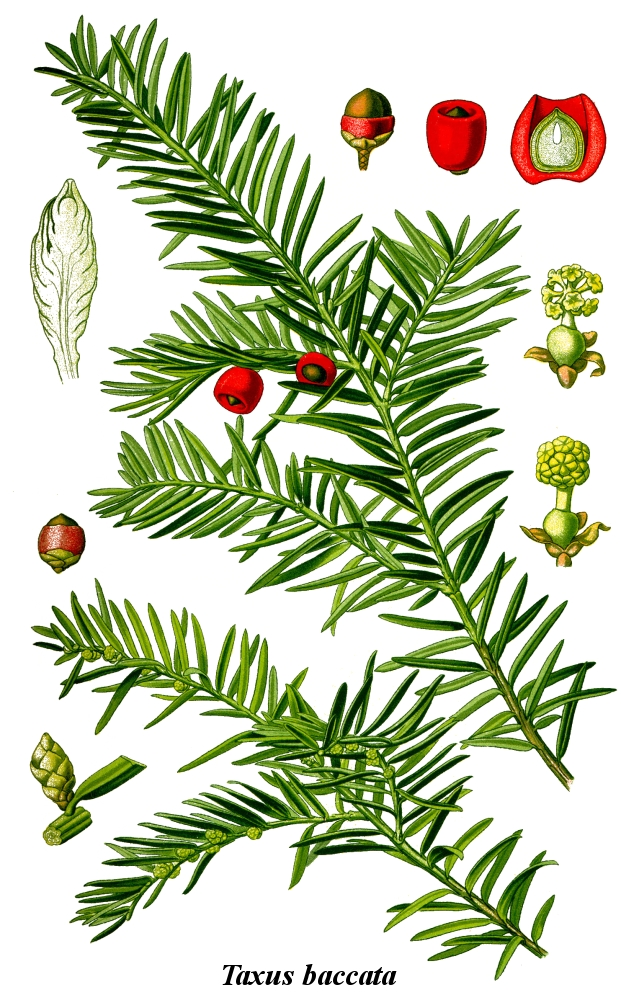
Idegran (Taxus baccata)

Ön Yttre Stekön karakteriseras av öppna berghällar och blockig mark. Beståndet av idegran är unikt och ett av de största i landet. I övrigt finns en och partier av tätare skog med ek, björk, idegran och bok. Buskskiktet karaktäriseras av en och snår av slån, nypon, björnbär, hagtorn, murgröna och kaprifol. 